# Liste der Monuments historiques in Lanrigan
Die Liste der Monuments historiques in Lanrigan führt die Monuments historiques in der französischen Gemeinde Lanrigan auf.

## Liste der Bauwerke
| Bezeichnung | Beschreibung | Standort | Kennzeichnung | Schutzstatus | Datum | Bild           |
| ----------- | ------------ | -------- | ------------- | ------------ | ----- | -------------- |
| Schloss     |              | (Lage)   | PA00090615    | Inscrit      | 1973  | weitere Bilder |

## Liste der Objekte
- Monuments historiques (Objekte) in Lanrigan in der Base Palissy des französischen Kultusministeriums